# Ophioneurus longiclavatus
Ophioneurus longiclavatus är en stekelart som beskrevs av Gennaro Viggiani 1974. Ophioneurus longiclavatus ingår i släktet Ophioneurus och familjen hårstrimsteklar.
Artens utbredningsområde är Italien. Inga underarter finns listade i Catalogue of Life.